# Černošín
Černošín (deutsch Tschernoschin) ist eine Stadt mit 1207 Einwohnern (Stand: 1. Januar 2023)  im Okres Tachov in Tschechien.

## Geographische Lage

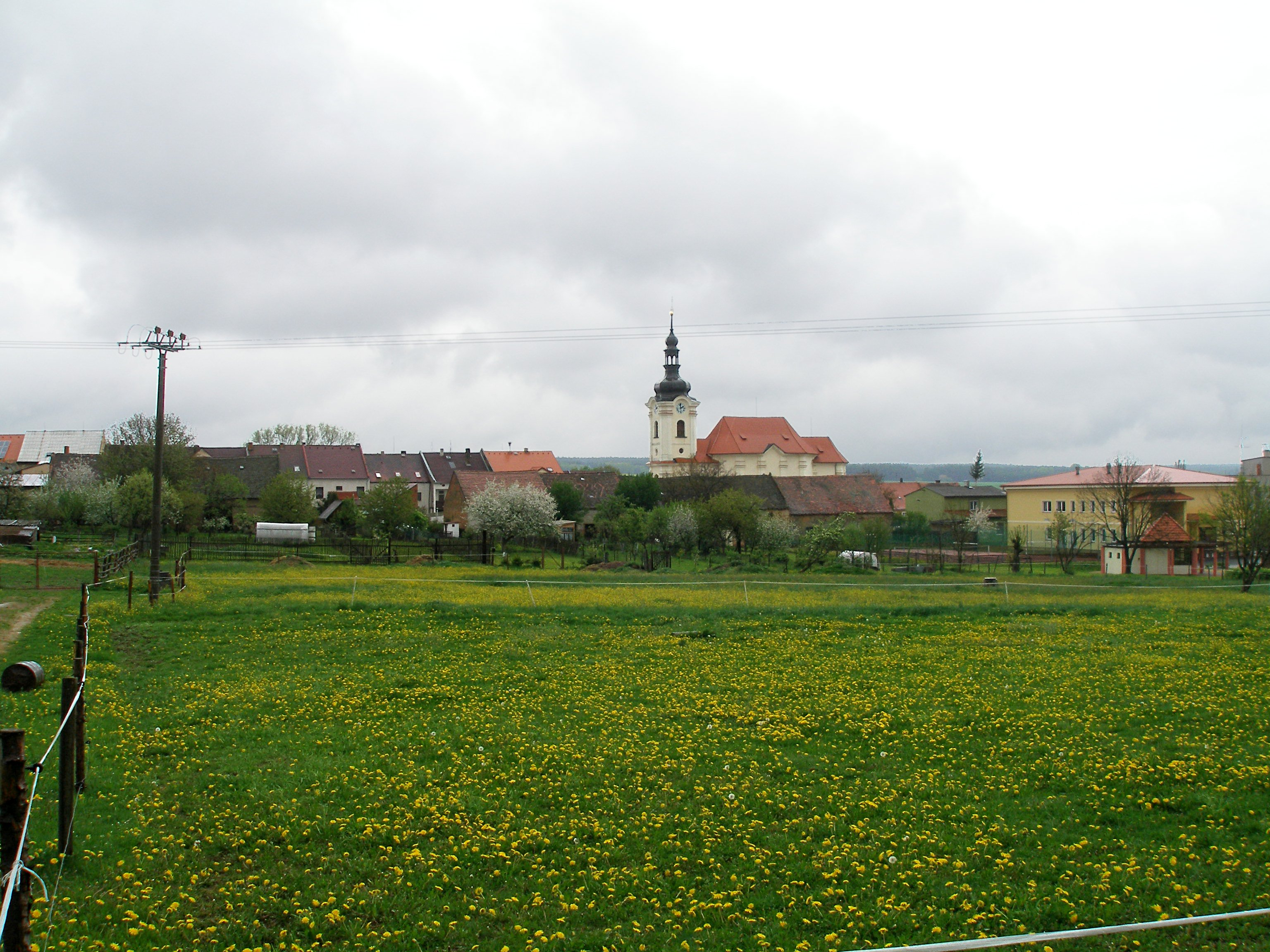
Stadtkern aus südlicher Richtung gesehen

Die Stadt liegt in Westböhmen in 500 m ü. M. am Černošínský potok, 11 km nordwestlich von Stříbro (Mies) an der Verbindungsstraße nach Planá (Plan). Westlich erhebt sich der 703 m hohe Wolfsberg (Vlčí hora).

## Geschichte

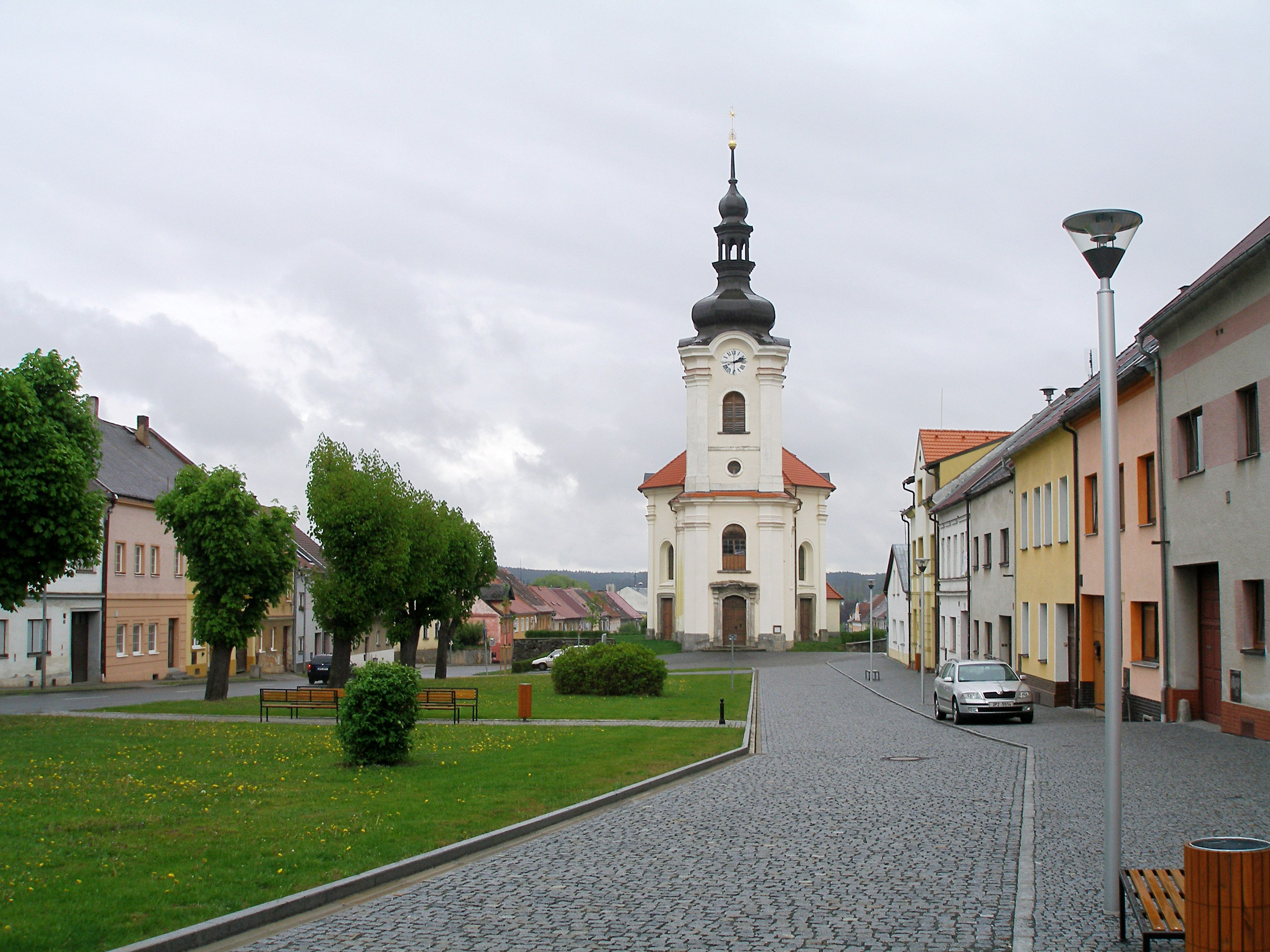
Stadtplatz mit der St. Georgskirche

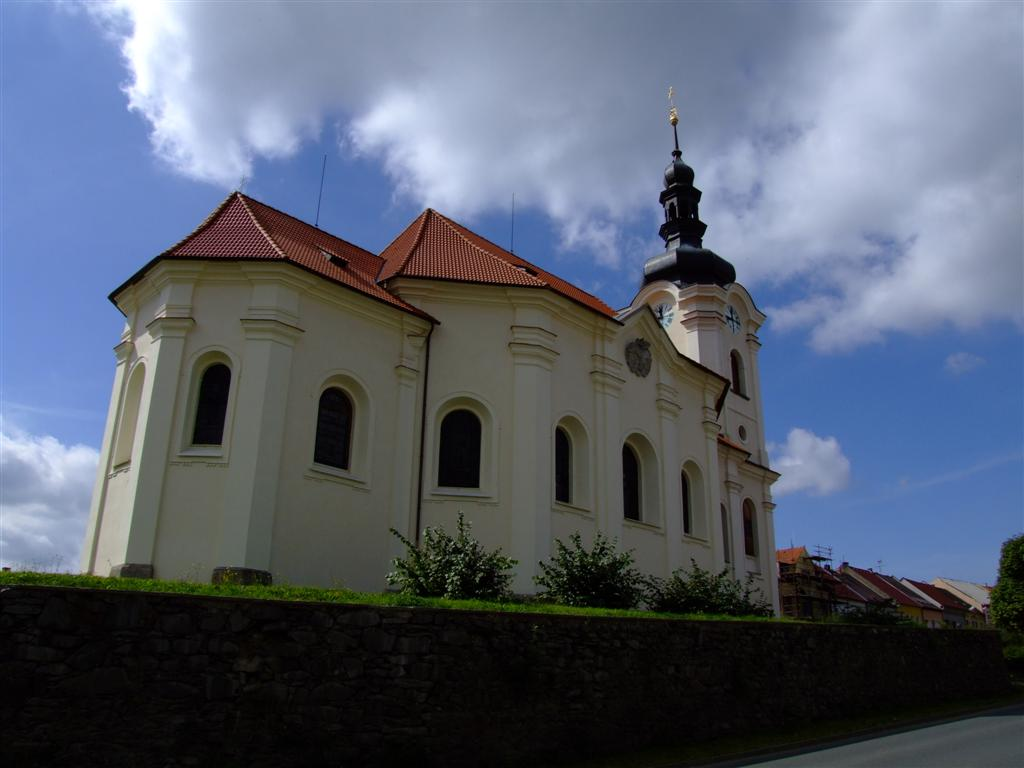
St. Georgskirche (Aufnahme August 2008)

Erstmals erwähnt wurde das einem Oldřich von Černošín gehörige Dorf 1290. Bereits aus dem Jahre 1155 findet sich in alten Dokumenten der Name Bernart von Černošín, gegen den wegen ungebührlichen Verhaltens ermittelt wurde. Die Kirche St. Georg kommt in den Errichtungsbüchern schon 1384 und 1445 als Pfarrkirche vor und wurde 1732 ganz neu erbaut.
Ursprünglich war das Dorf zur Burg Wolfstein zugehörig und ging in den Besitz der Burgherren von Triebl über. Mit der Zusammenlegung der Herrschaften Triebl und Trpist durch die Schwanberger wurde es Teil der vereinigten Herrschaft. 1541 erfolgte die Stadterhebung. Ein Brand vernichtete 1611 die Kirche und große Teile der Stadt. Während des Dreißigjährigen Krieges fand am 16. August 1647 am Amselbach die Schlacht bei Triebl zwischen den kaiserlichen Truppen und den Schweden unter Generalmajor Helmold Wilhelm Wrangel, die die Burg Triebl besetzt hatten, statt.
Johann Friedrich von Schwanberg verlieh dem Städtchen 1653 mehrere Privilegien, die 1756 durch Maria Theresia, 1783 durch Joseph II. und erneut 1794 durch Franz II. bestätigt wurden. 1682 wurde in Tschernoschin eine Poststation eingerichtet. 1713 brach die Pest in Tschernoschin aus. 1804 zerstörte ein erneuter Stadtbrand 84 Häuser, 1836 und 1899 brannten wiederum Teile des Städtchens ab. Die 1814 errichtete Chaussee von Mies nach Plan führte durch Tschernoschin. 1820 erfolgte der Bau einer Ziegelei. Tschernoschin hatte 1830 889 Einwohner und erhielt 1846 Stadtrechte. Zum Ende des 19. Jahrhunderts entstanden Industriebetriebe.
Nach dem Ersten Weltkrieg wurde Tschernoschin 1919 der neu geschaffenen Tschechoslowakei zugeschlagen.
1927 erfolgte der Anschluss an das Telegraphennetz, und der Autobusverkehr führte in die Stadt. 1930 war die Einwohnerzahl auf 1.529 angestiegen, 1939 lebten 1.534 Menschen in der Stadt.
Aufgrund des Münchner Abkommens kam der Ort 1938 an das Deutsche Reich und gehörte bis 1945 zum Landkreis Mies, Regierungsbezirk Eger, im Reichsgau Sudetenland. Nach dem Zweiten Weltkrieg wurden die deutschen Einwohner der Stadt enteignet und vertrieben. Nach der Vertreibung der deutschen Bevölkerung wurden 1945 Tschechen und Slowaken angesiedelt. Das Stadtrecht wurde entzogen.
Im Oktober 2006 erhielt Černošín seine Stadtrechte zurück.

### Demographie
Bis 1945 war Tschernoschin überwiegend von Deutschböhmen besiedelt, die vertrieben wurden.
| Jahr | Einwohner | Anmerkungen                   |
| ---- | --------- | ----------------------------- |
| 1785 | 0 k. A.   | 79 Häuser                     |
| 1830 | 0850      | in 162 Häusern                |
| 1837 | 0899      | in 169 Häusern                |
| 1850 | ca. 1000  | [ 6 ]                         |
| 1921 | 1619      | davon 1598 deutsche Einwohner |
| 1930 | 1602      | [ 8 ]                         |
| 1939 | 1534      | [ 8 ]                         |

## Sehenswürdigkeiten

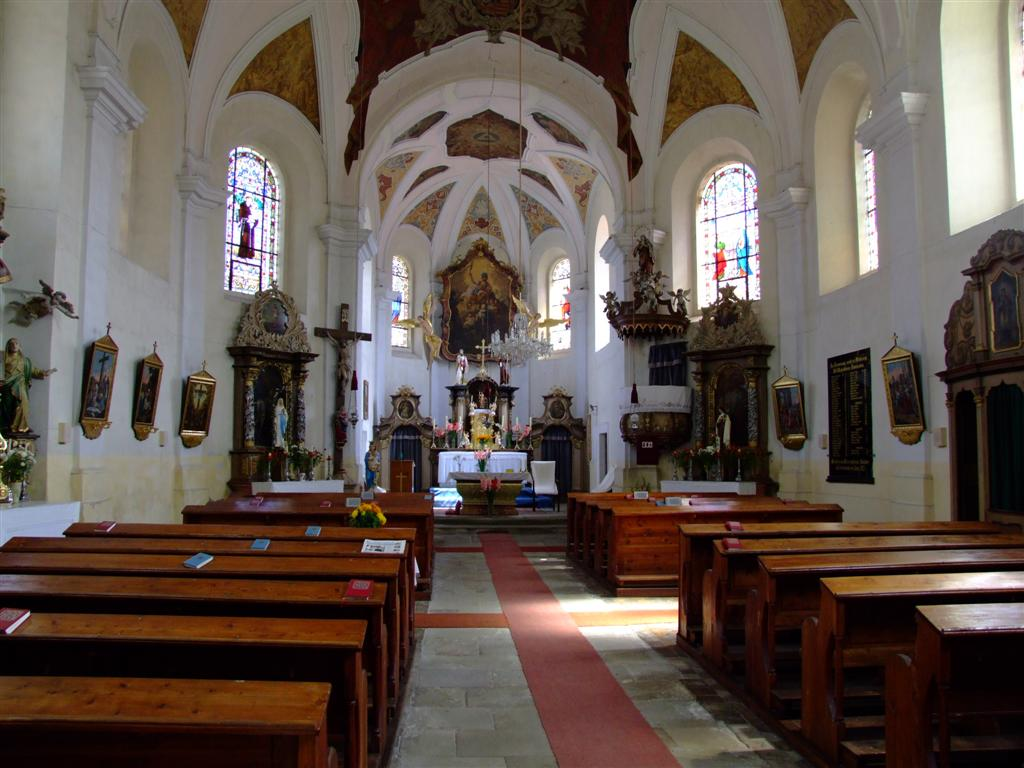
Innenansicht der St. Georgskirche, aufgenommen im August 2008

Bedeutendstes Baudenkmal ist die St.-Georgs-Kirche. Das ab 1384 nachweisbare Gotteshaus auf dem Marktplatz erhielt zwischen 1711 und 1736 seine heutige barocke Gestalt. In Innern befinden sich Fresken von Wenzel Schmitt aus dem Jahre 1727.
Neben der Kirche steht die steinerne Bildsäule des heiligen Johannes Nepomuk. Die 1732 entstandene Skulptur wurde in den Jahren 2001 und 2002 restauriert.
Der Brunnen auf dem unteren Markt entstand 1871. 1969 wurde er entfernt und nach 35 Jahren im Jahre 2004 restauriert und an alter Stelle wiederhergestellt. Eine gleichartige Anlage befand sich ebenfalls auf dem oberen Markt, diese ist jedoch nicht mehr erhalten.
Auf dem Gemeindegebiet befinden sich die Reste dreier Burgen. Am zwei Kilometer westlich von Černošín gelegenen Vlčí hora (Wolfsberg) liegt die Ruine der Burg Volfštejn (Wolfstein). Auf einem Hügel ein Kilometer südwestlich des Ortsteils Krásné Údolí stand einst die Burg Schönthal, von der kaum noch Reste erhalten geblieben sind. Die gotische Burg Triebel wurde im Dreißigjährigen Krieg zerstört und anschließend zum Herrensitz der Schwanberger umgestaltet; nach der Verlegung der Herrschaft nach Trpist erfolgte eine Umnutzung als Wirtschaftshof und Schlossbrauerei.
Am Nordhang des 704 m hohen Vlčí hora steht das Denkmal für die Opfer des Ersten Weltkrieges. Das 1926 auf Initiative von Franz Richter errichtete Hochkreuz geriet nach 1945 in Vergessenheit. Durch die Witterung und vor allem nach vandalistischen Kraftakten war die Gedenkstätte stark geschädigt worden. Im Jahre 2002 wurde sie erneuert.

## Gemeindegliederung
Die Gemeinde Černošín besteht aus den Ortsteilen Černošín, Krásné Údolí (Schönthal), Lažany (Losau), Lhota (Elhotten), Ostrovce (Ostrowitz), Pytlov (Pittlau), Třebel (Triebl), Víchov (Wikau) und Záhoří (Sahorsch) mit Víska (Weska).
Das Gemeindegebiet gliedert sich in die Katastralbezirke Černošín, Krásné Údolí u Černošína, Lažany u Černošína, Ostrovce, Pytlov, Třebel, Víchov und Záhoří u Černošína.

## Städtepartnerschaft
Seit dem 30. März 1995 besteht eine Partnerschaft mit der deutschen Gemeinde Pullenreuth.

## Persönlichkeiten
- Heinz Schlaffer, deutscher Germanist, geboren am 21. Juni 1939 im Ortsteil Elhotten (heute Lhota), gestorben am 31. Oktober 2023.